# 1918年全米選手権 (テニス)
1918年 全米選手権（1918ねんぜんべいせんしゅけん）に関する記事。

## 概要
熊谷一弥が日本人初のグランドスラムベスト4進出を果たした。次に日本人男子がシングルスでベスト4に進出したのは96年後の2014年である（錦織圭）。

## 男子シングルス
準々決勝
- ハワード・ヴォシェル vs. クレイグ・ビドル　6-2, 6-3, 9-7
- リンドレイ・マレー vs. ナサニエル・ナイルズ　7-5, 6-4, 2-6, 7-5
- 熊谷一弥 vs. ライル・メイハン　4-6, 6-3, 6-0, 6-1
- ビル・チルデン vs. ウォルター・メリル・ホール　3-6, 6-1, 5-7, 7-5, 6-1

準決勝
- リンドレイ・マレー vs. ハワード・ヴォシェル　6-4, 6-3, 8-6
- ビル・チルデン vs.  熊谷一弥　6-2, 6-2, 6-0

決勝
- リンドレイ・マレー vs. ビル・チルデン　6-3, 6-1, 7-5

## 女子シングルス

### 大会前年度優勝者
1917年度優勝者、モーラ・ビュルステット

### チャレンジラウンド
準々決勝
- ヘレーネ・ポラック vs. ドロシー・ウォーカー　6-1, 6-0
- クレア・カッセル vs. エレオノラ・シアーズ　6-2, 6-4
- ヘレン・ルドゥ vs. バーバラ・フッカー　6-4, 6-1
- エリナー・ゴス vs. エミリー・ストークス・ウィーバー　6-2, 6-4

準決勝
- ヘレーネ・ポラック vs. クレア・カッセル　6-3, 6-0
- エリナー・ゴス vs. ヘレン・ルドゥ　6-3, 6-4

決勝
- エリナー・ゴス vs. ヘレーネ・ポラック　6-2, 7-5

### オールカマーズ決勝
- モーラ・ビュルステット vs. エリナー・ゴス　6-4, 6-3　（ビュルステットが本大会の優勝者になる）

## 決勝戦の結果
- 男子シングルス：リンドレイ・マレー vs. ビル・チルデン　6-3, 6-1, 7-5
- 女子シングルス： モーラ・ビュルステット vs. エリナー・ゴス　6-4, 6-3　［オールカマーズ決勝］
- 男子ダブルス：ビル・チルデン＆ビンセント・リチャーズ vs. フレッド・アレクサンダー＆ビールズ・ライト　6-3, 6-4, 3-6, 2-6, 6-2
- 女子ダブルス：マリオン・ジンダースタイン＆エリナー・ゴス vs.  モーラ・ビュルステット＆ヨハン・ロッジ夫人　7-5, 8-6
- 混合ダブルス：アービング・ライト＆ヘイゼル・ホッチキス・ワイトマン vs. フレッド・アレクサンダー＆ モーラ・ビュルステット　6-2, 6-4

## 大会の流れ
- 1881年から1967年まで、全米選手権は各部門が個別の名称を持ち、大会会場も別々のテニスクラブで開かれた。これが他の3つのテニス4大大会と大きく異なる点である。
  - 男子シングルス　名称：全米シングルス選手権（U.S. National Singles Championship）／会場：ニューヨーク市クイーンズ区フォレストヒルズ、ウエストサイド・テニスクラブ　（会場移転、1915年-1920年）
  - 男子ダブルス　名称：全米ダブルス選手権（U.S. National Doubles Championship）／会場：マサチューセッツ州ボストン市、ロングウッド・クリケット・クラブ　（1917年-1933年まで）
  - 女子シングルス　名称：全米女子シングルス選手権（U.S. Women's National Singles Championship）／会場：ペンシルベニア州、フィラデルフィア・クリケット・クラブ　（女子部門競技はすべてこの会場、1887年-1920年まで）
  - 女子ダブルス　名称：全米女子ダブルス選手権（U.S. Women's National Doubles Championship）／会場：フィラデルフィア・クリケット・クラブ　（1889年-1920年まで）
  - 混合ダブルス　名称：全米混合ダブルス選手権（U.S. Mixed Doubles Championship）／会場：フィラデルフィア・クリケット・クラブ　（1892年-1920年まで）
- 優勝決定方式としての「チャレンジ・ラウンド」（Challenge Round, 挑戦者決定戦）と「オールカマーズ・ファイナル」（All-Comers Final）が、本年度の女子シングルスを最後に全米選手権から撤廃された。男子シングルスではひと足早く、1912年に旧方式が廃止されている。
  - 大会前年度優勝者を除く選手は「チャレンジ・ラウンド」に出場し、前年度優勝者への挑戦権を争う。前年度優勝者は、無条件で「オールカマーズ・ファイナル」に出場できる。チャレンジ・ラウンドの勝者と前年度優勝者による「オールカマーズ・ファイナル」で、当年度の選手権優勝者を決定した。
- 1914年夏に勃発した第1次世界大戦の影響で、他のテニス競技大会は開催中止となったが、全米選手権だけは戦時中も途切れることなく続行された。ただし、戦時中は多くの選手たちが軍務に就いたことから、通常の年に比べて出場選手数が少ない。
- 初期の全米選手権のように、外国人出場者が少なかった時期は、地元アメリカ人選手の国籍表示を省略する。